# 西牛頓 (明尼蘇達州瓦巴沙縣)
西牛頓（英語：West Newton）是位於美國明尼蘇達州瓦巴沙縣的一個非建制地區。

## 地理
西牛頓所處的海拔為高於海平面203米（即666英呎），而該地所採用的時區為UTC-6，即北美中部時區（CST）。同時該地設有夏令時間，為UTC-6調快一小時，即UTC-5（CDT）。